# ぼくたちの疾走
『ぼくたちの疾走』（ぼくたちのしっそう）は、山本おさむによる日本の漫画作品。『週刊漫画アクション』（双葉社）にて、1981年6月4日号から1985年7月3日号まで連載された。1984年5月9日から9月26日にTBSテレビ（東京放送テレビ局）と、大映テレビの共同制作でテレビドラマ化され、TBS系列（一部除く）で水曜日19時30分 - 20時00分に放送された。

## 概要
同作品は、高校生の2人のカップルを中心に、当時の高校生の性への関心、友情、いじめ、社会、未来への不安などの課題や悩みを感情性を重視して描いたもので、テレビドラマ化されるにあたっては、前年に同じくTBSテレビと大映テレビが共同制作して放送された『高校聖夫婦』の成功を受け、「新しい形の青春ドラマ」として企画された。
当初、全26話を予定していたが、プロ野球の中継やロサンゼルスオリンピックの中継などによる放送休止が多かったため、全16話を以って放送終了した。なおTBS水曜19:30のドラマは、本作が事実上最後となった。

## 書誌情報
- 山本おさむ『ぼくたちの疾走』双葉社〈アクションコミックス〉、全15巻
  1. 1982年1月24日初版発行[3]
  2. 1982年3月24日初版発行[4]、ISBN 4-575-48435-0
  3. 1982年6月19日初版発行[5]、ISBN 4-575-48436-9
  4. 1982年10月14日初版発行[6]、ISBN 4-575-48555-1
  5. 1983年1月9日初版発行[7]、ISBN 4-575-48556-X
  6. 1983年3月9日初版発行[8]、ISBN 4-575-48557-8
  7. 1983年6月19日初版発行[9]、ISBN 4-575-48558-6
  8. 1983年10月24日初版発行[10]、ISBN 4-575-48559-4
  9. 1983年12月24日初版発行[11]、ISBN 4-575-48560-8
  10. 1984年5月19日初版発行[12]、ISBN 4-575-48561-6
  11. 1984年7月14日初版発行[13]、ISBN 4-575-48562-4
  12. 1984年9月9日初版発行[14]、ISBN 4-575-48563-2
  13. 1984年12月29日初版発行[15]、ISBN 4-575-48564-0
  14. 1985年4月19日初版発行[16]、ISBN 4-575-48565-9
  15. 1985年10月9日初版発行[17]、ISBN 4-575-48566-7

## テレビドラマ版
- 1984年5月9日 - 1984年9月26日　水曜日19:30-20:00に放送。
- 1話30分×16話（6月6日・7月11日・9月5日・9月19日はプロ野球中継による休止、8月1日はロサンゼルスオリンピック中継による休止）
- 原作の漫画の世界観をそのまま表現するように制作された[18]。なお、妙子役の大沢逸美は本作に出演する際に、原作版の漫画の妙子にそっくりと言われた[18]。

### 出演
- 大山安夫：宮川一朗太
- 風間妙子：大沢逸美
- 岩永：宮田恭男
- 太田（保健師）：山田邦子
- 鈴木先生：竹中直人
- 大山克子（安夫の母）：木内みどり
- 大山孝（安夫の父）：鈴木ヒロミツ
- 沼田（体育主任）：アパッチけん
- ：石井めぐみ
- 角田（一年生）：斉藤康彦
- 小島和子：原口弥生
- 田代輝喜：松本誠一
- ：赤塚真人
- 風間晴子（妙子の姉）：坂上味和
- 妙子の父：森山周一郎
- ：安孫子里香

### スタッフ
- 製作　TBSテレビ、大映テレビ
- プロデューサー　春日千春、千原博司、野村清
- 監督　井上芳夫、合月勇、土屋統吾郎
- 原作　山本おさむ
- 脚本　長野洋、今井詔二
- 主題歌　「夢中遊泳船」歌：大沢逸美（作詞：森雪之丞、作曲：馬場孝幸） レコード発売元：テイチクレコード（現：テイチクエンタテインメント）

### 放映リスト
| 話数 | 放送日        | サブタイトル         | 脚本     | 監督       |
| ---- | ------------- | -------------------- | -------- | ---------- |
| 1    | 1984年5月9日  | UFOを見た日          | 長野洋   | 井上芳夫   |
| 2    | 1984年5月16日 | 夜桜とパンティ       | 長野洋   | 井上芳夫   |
| 3    | 1984年5月23日 | KISS キス きす       | 今井詔二 | 合月勇     |
| 4    | 1984年5月30日 | 大相撲ライター       | 長野洋   | 井上芳夫   |
| 5    | 1984年6月13日 | 大脱走ワルツ         | 今井詔二 | 合月勇     |
| 6    | 1984年6月20日 | 突然ラブレター       | 今井詔二 | 井上芳夫   |
| 7    | 1984年6月27日 | 真夜中のウォークマン | 長野洋   | 合月勇     |
| 8    | 1984年7月4日  | NAGOYAよりの使者     | 長野洋   | 井上芳夫   |
| 9    | 1984年7月18日 | 泣くなオートバイ     | 今井詔二 | 井上芳夫   |
| 10   | 1984年7月25日 | セブンティーン       | 長野洋   | 土屋統吾郎 |
| 11   | 1984年8月8日  | なやましサマー       | 長野洋   | 合月勇     |
| 12   | 1984年8月15日 | ひと夏の体験         | 長野洋   | 合月勇     |
| 13   | 1984年8月22日 | 夏！アダルト感覚     |          |            |
| 14   | 1984年8月29日 | 10人の聖徳太子       | 長野洋   | 土屋統吾郎 |
| 15   | 1984年9月12日 | 二人の愛の方程式     | 今井詔二 | 土屋統吾郎 |
| 16   | 1984年9月26日 | 恋人宣言なのだ！     | 長野洋   | 合月勇     |